# Belle-Vie-en-Auge
Belle-Vie-en-Auge – gmina we Francji, w regionie Normandia, w departamencie Calvados. W 2013 miała 518 mieszkańców. 
Gmina została utworzona 1 stycznia 2017 z połączenia gmin Biéville-Quétiéville oraz Saint-Loup-de-Fribois. Siedzibą utworzonej wówczas nowej gminy została miejscowość Biéville-Quétiéville.